# Klosterlechfeld
Klosterlechfeld est une commune allemande de Bavière située dans l'arrondissement d'Augsbourg et le district de Souabe.

## Géographie

Situation de Klosterlechfeld dans l'arrondissement d'Augsbourg

Klosterlechfeld est située dans la plaine du Lechfeld, à la limite avec l'arrondissement de Landsberg am Lech, à 11 km au nord de Landsberg am Lech et à 22 km au sud d'Augsbourg.
La commune fait partie de la communauté d'administration du Lechfeld qui a son siège à Untermeitingen.
Communes limitrophes (en commençant par le nord et dans le sens des aiguilles d'une montre) : Untermeitingen et Obermeitingen.

## Histoire
Le village de Kolsterlechfeld est né au XVIIe siècle et s'est développé autour de sa célèbre église de pèlerinage et du monastère franciscain.
En 1803, le village passe dans l'obédience de l'ordre Teutonique, puis, en 1806, il est intégré au royaume de Bavière nouvellement créé par Napoléon Ier. Kolsterlechfeld n'est alors qu'un village de la commune d'Untermeitingen. Ce n'est qu'en 1928 que Klosterlechfeld devient une commune à part entière. La nouvelle commune appartiendra à l'arrondissement de Schwabmünchen jusqu'à sa disparition en 1972.

## Démographie
| 1840 | 1871 | 1900 | 1925 | 1939 | 1950  | 1961  | 1970  | 1987  |
| ---- | ---- | ---- | ---- | ---- | ----- | ----- | ----- | ----- |
| 158  | 161  | 267  | 390  | 554  | 1 114 | 1 311 | 1 599 | 1 838 |

| 2000  | 2005  | 2009  | - | - | - | - | - | - |
| ----- | ----- | ----- | - | - | - | - | - | - |
| 2 450 | 2 489 | 2 642 | - | - | - | - | - | - |

## Monuments
- Monastère de Lechfeld ;
- Église de pèlerinage Unserer Lieben Frauen Maria Hilf, construite en 1602 sur les plans de Elias Holl, rémaménagée au XVIIIe siècle en style rococo ;
- Calvaire datant du début du XVIIIe siècle.

## Galerie

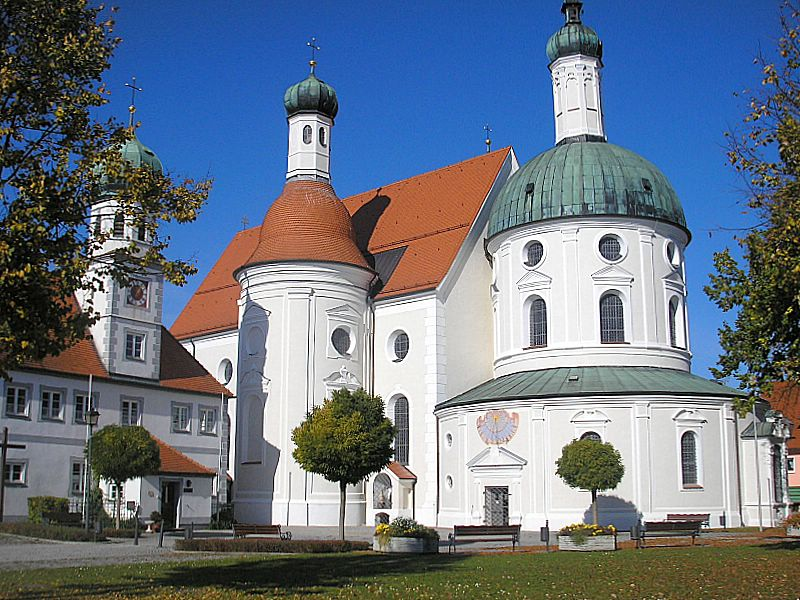
L'église de Kolsterlechfeld
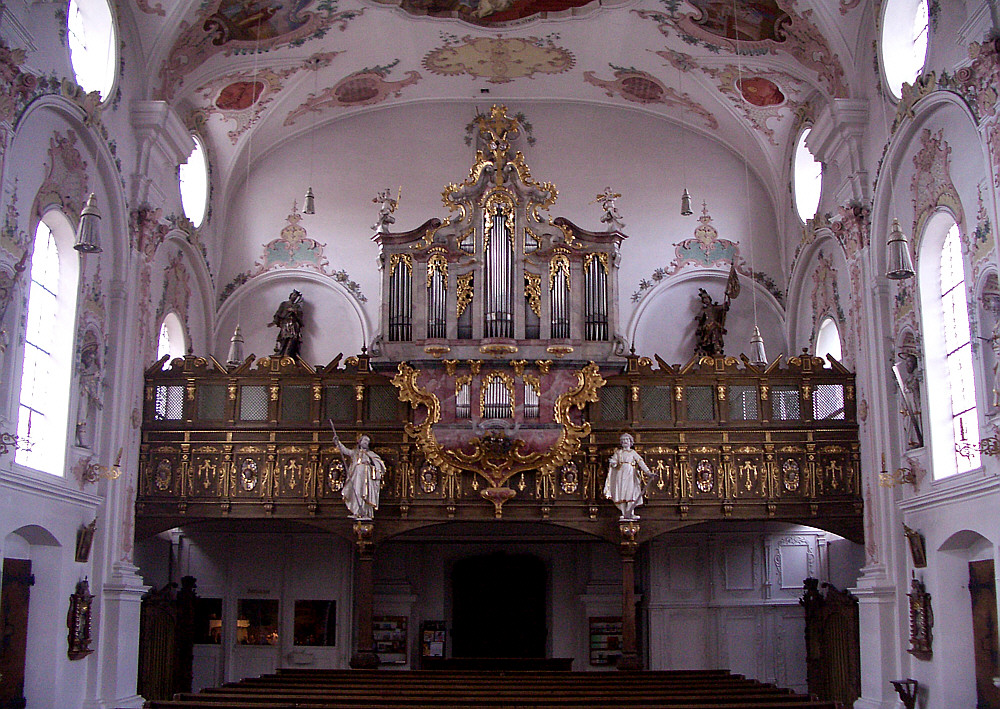
Les orgues et la tribune
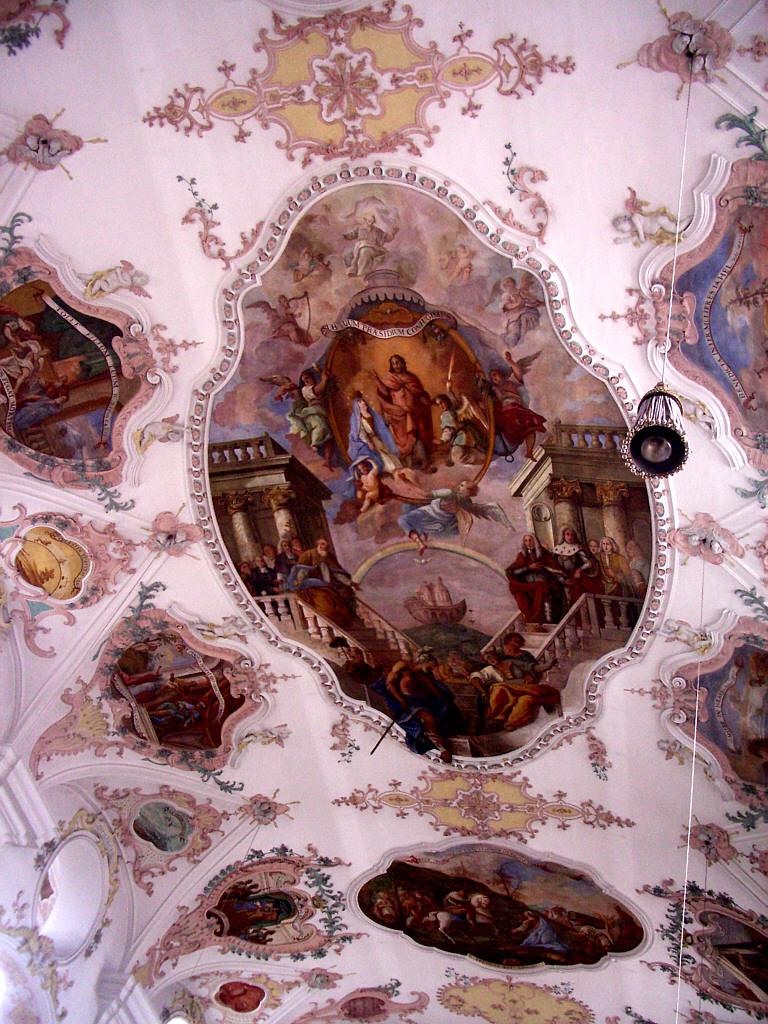
Voûte peinte
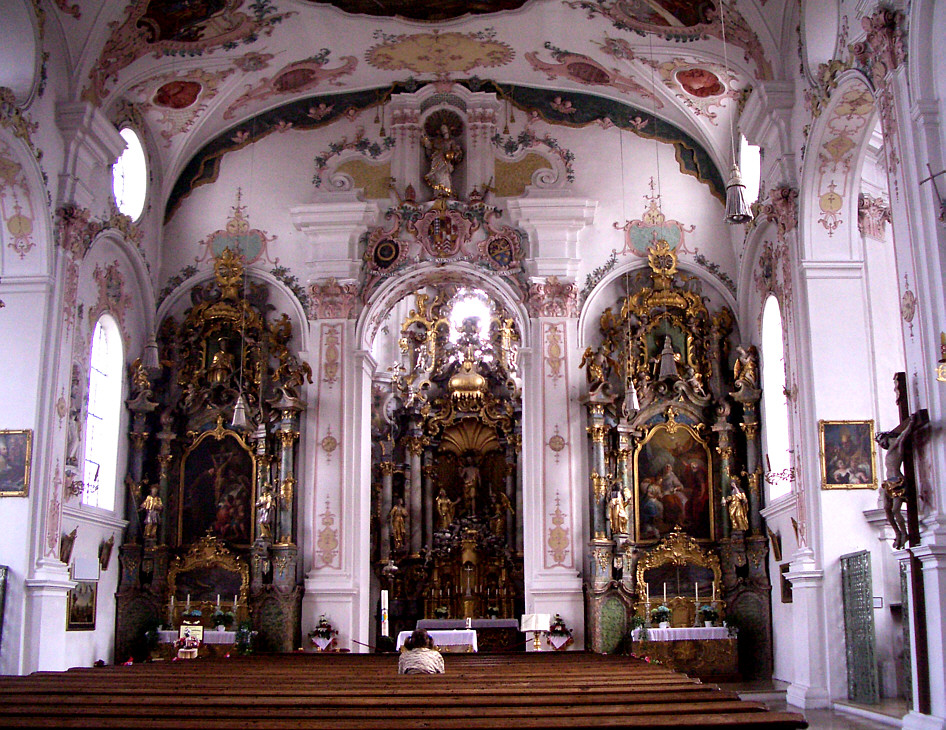
La nef
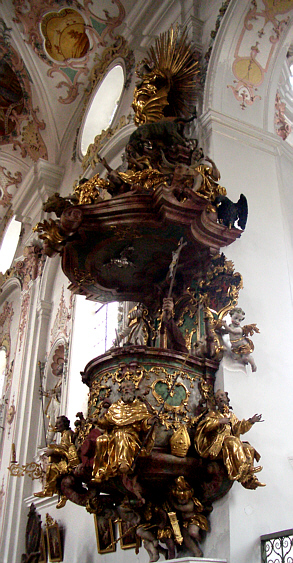
La chaire
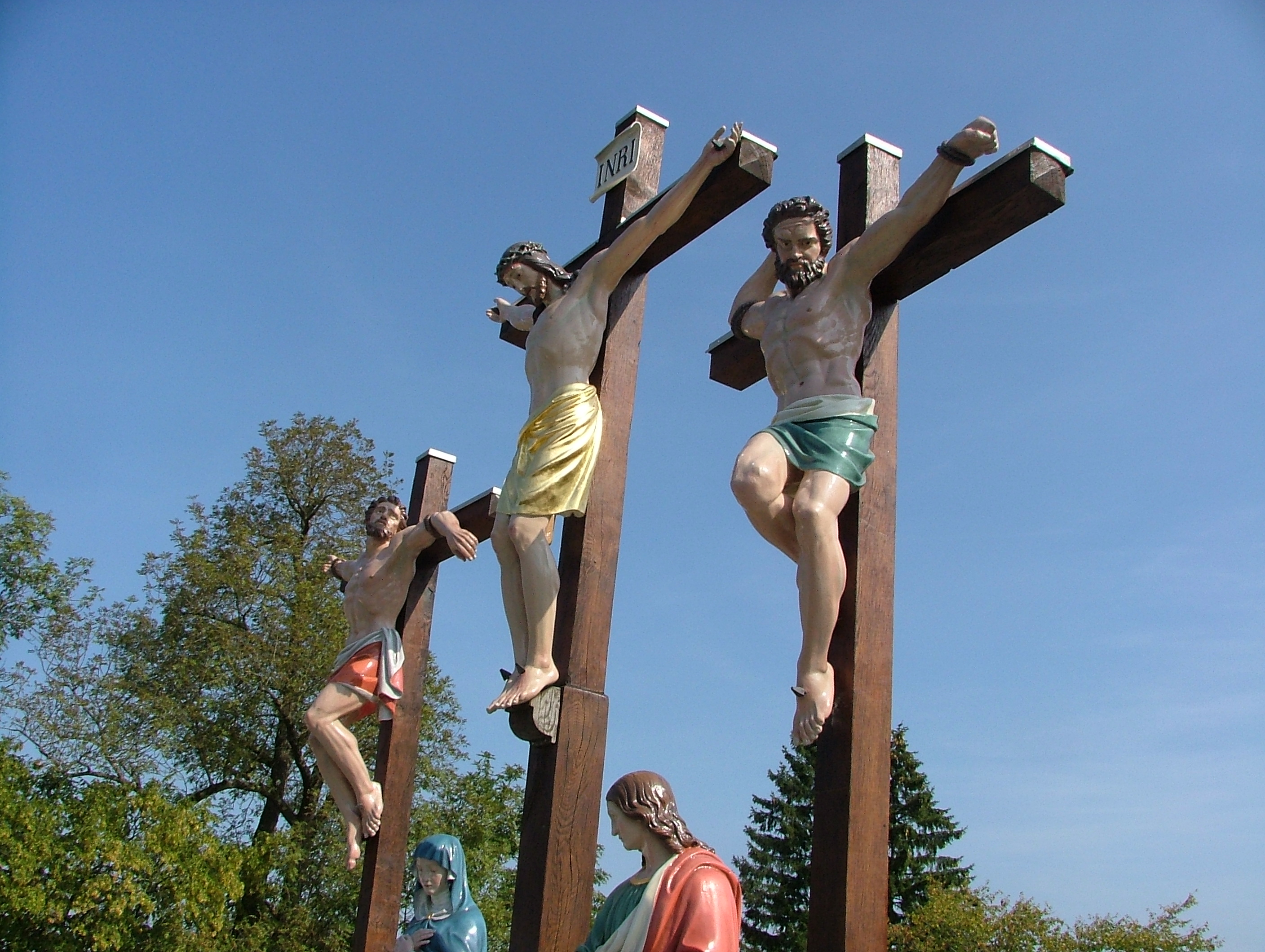
Le Calvaire